# Sergueï Stepniak-Kravtchinski
Sergueï Mikhaïlovitch Stepniak-Kravtchinski (en russe : Сергей Михайлович Степняк-Кравчинский), né le 1er juillet 1851 (13 juillet dans le calendrier grégorien) et mort le 11 décembre 1895 (23 décembre dans le calendrier grégorien), est un révolutionnaire membre fondateur de l'organisation Terre et Liberté et qui tua le chef de la police secrète russe en 1878.

## Biographie
Sergueï Stepniak-Kravtchinski naît dans le gouvernement de Kherson, dans l'actuelle Ukraine. Il naît dans une famille noble ; son père est médecin militaire. Il poursuit ses études secondaires au corps des cadets d'Oriol, puis reçoit une formation militaire à l'académie militaire et à l'école d'artillerie, avant de rejoindre l'armée russe. Il réussit à atteindre le rang de sous-lieutenant avant de démissionner de l'armée en 1871.
Il garde de sa jeunesse un lien étroit avec le monde paysan dans lequel il a vécu. Revenu parmi les siens, il propage des idées de démocratie parmi la paysannerie. Son enseignement ne demeure pas longtemps un secret, et en 1874, il est arrêté.
À sa libération, il rejoint, en 1876, le soulèvement slave contre l'occupant turc en Bosnie. L'année suivante, en 1877, il rallie le mouvement insurrectionnel italien conduit par l'anarchiste Errico Malatesta.
Revenu en Russie en 1878, il rejoint le mouvement Zemlia i Volia (Terre et Liberté) avec Nikolaï Morozov et Olga Lioubatovitch et participe à l'édition du journal. Il milite contre l'autocratie. Il s'oppose néanmoins à ceux qui prônent la lutte terroriste.
Il est convaincu que les actes individuels de terrorisme politique pourraient convaincre l'empereur Alexandre II de Russie d'introduire des réformes démocratiques. Le 4 août 1878, il assassine le général Nikolaï Mezentsov, membre du Conseil d'État de l'empire russe et chef de la police secrète, avec un poignard dans les rues de Saint-Pétersbourg. Recherché par toutes les polices de Russie, il réussit à s'exiler et arrive en Suisse en 1880 avant de gagner Londres. Il meurt le 23 décembre 1895 à Chiswick, près de Londres, après avoir été heurté par un train à un passage à niveau.

## Œuvres
- Moudritza Naoumovna, conte, 1873
- De Charybde en Scylla, conte, 1875
- La Russie souterraine, 1881
- La Russie sous les tsars, 1885
- La paysannerie russe, 1886
- André Kojoukhov, roman, 1889
- The Russian Storm Claud, King stork and King log, 1896